# Winchburgh
Winchburgh (altenglisch Wincelburh, „Stadt im Winkel (des Baches)“) ist eine Ortschaft im Nordosten der schottischen Council Area West Lothian beziehungsweise in der traditionellen Grafschaft Linlithgowshire. Sie liegt rund sechs Kilometer nordöstlich von Livingston und 16 Kilometer westlich des Zentrums von Edinburgh am Niddry Burn.

## Geschichte
Vermutlich war es John Seton, 2. Lord Seton, der im 15. Jahrhundert Niddry Castle erbauen ließ. Zu dieser Zeit gehörte das Tower House zu den bedeutenden Festungsbauten der Region und bot Königin Maria Stuart nach ihrer Flucht von Loch Leven Castle im Jahre 1568 Unterschlupf. Mit Duntarvie Castle wurde durch James Durham im Jahre 1588 der zweite Wehrbau in der Umgebung errichtet. Um 1900 errichtete die Oakbank Oil Company ein Werk in Winchburgh. Die Abraumhalden des geförderten Ölschiefers sind bis heute in der Landschaft sichtbar. 1960 handelte es sich um das letzte ölschieferverarbeitende Werk in Schottland.
Seit 1961 schwankt die Einwohnerzahl Winchburghs nur leicht zwischen rund 2400 und 2600. Im Rahmen der Zensuserhebung 2011 wurden in Winchburgh 2490 Personen gezählt.

## Verkehr
Winchburgh ist verkehrsgünstig im Edinburgher Umland gelegen. Im Radius von fünf Kilometern sind mit der M8, der M9 und der M90 drei Autobahnen erreichbar. Des Weiteren verlaufen die A89 (Glasgow–Newbridge), die A899 (Livingston–Broxburn) sowie die A904 (Falkirk–South Queensferry) im selben Radius um Winchburgh.
Im 19. Jahrhundert erhielt Winchburgh einen eigenen Bahnhof der North British Railway. Die infrastrukturell bedeutende Verbindung zwischen Edinburgh und Glasgow ist bis heute in Betrieb. Der Bahnhof von Winchburgh wurde jedoch zwischenzeitlich aufgelassen. Die Bahnstrecke ist großteils in einem Tunnel unter der Ortschaft hindurchgeführt. Südöstlich quert sie auf dem imposanten Almond Valley Viaduct den Almond. 1862 kam es zum Eisenbahnunfall von Winchburgh, bei dem zwei Züge frontal kollidierten.
Bedeutend für das Wachstum Winchburghs war die Eröffnung des Union Canal im Jahre 1822. Der Kanal verläuft unmittelbar durch die Ortschaft. Der Flughafen Edinburgh liegt sechs Kilometer östlich.